# Lado a lado
Lado a Lado es una telenovela brasileña producida y transmitida por TV Globo, que se estrenó el 10 de septiembre de 2012. Es la 80.ª "novela en el horario de las seis". 
Escrita por João Ximenes Braga y Claudia Lage, con la colaboración de Chico Soares, Douglas Tourinho, Fernando Rebello, Jackie Vellego, Maria Camargo y Nina Crintzs, con supervisión de texto de Gilberto Braga, dirigida por Cristiano Marques y André Câmara, con la dirección general de Dennis Carvalho y Vinícius Coimbra sobre núcleo de Dennis Carvalho.
Protagonizada por Camila Pitanga, Marjorie Estiano, Lázaro Ramos y Thiago Fragoso, con las participaciones antagónicas de Patrícia Pillar, Rafael Cardoso, Caio Blat, Alessandra Negrini, Maria Clara Gueiros, Cássio Gabus Mendes, Sheron Menezzes, Christiana Guinle y Marcello Melo y cuenta con las actuaciones estelares de los primeros actores Milton Gonçalves, Paulo Betti y Werner Schünemann.
Lado a Lado fue ganadora de los Premios Emmy de Mejor Telenovela en 2013.

## Trama
El tema principal de la novela es sobre el nacimiento de la mujer moderna en la sociedad brasileña. Narra la historia de Laura (Marjorie Estiano) e Isabel (Camila Pitanga), dos mujeres de diferentes clases sociales moviéndose en la misma dirección: por el deseo de conciliar el amor y la libertad en la sociedad conservadora de principios del siglo XX.
Las dos mujeres fueron inspiradas en referencias de la lucha de las mujeres por la emancipación y la inserción. Laura fue basada en Nísia Floresta, Júlia Lopes de Almeida y George Sand, feministas pioneras, educadoras, escritoras y periodistas. Isabel parece haber sido basada en artistas de ascendencia africana como la bailarina Josephine Baker y la conductora y compositora musical Chiquinha Gonzaga.
La novela se divide en dos fases distintas:
La primera fase (1903 - 1904) presenta a Laura e Isabel como dos jóvenes con sueños de independencia, pero de alguna manera condicionadas en sus relaciones con sus familias y parejas. En esta fase, son tejidos sus amores y dramas con Edgar (Thiago Fragoso) y José María (Lázaro Ramos).
En la segunda fase, iniciada seis años más tarde, en 1910, las dos jóvenes son más independientes y tratan de conciliar amor y libertad y de establecerse en la vida sentimental y profesional. Mientras que Isabel es defensora de ideas como que la mujer es dueña de su cuerpo, Laura está activa en la posición que la mujer debe tener el derecho de estudiar, trabajar y ser respetada en la carrera y la vida independientemente de su estado civil.
Lado a Lado cuenta la historia de dos mujeres que evolucionan, en un momento de grandes transformaciones políticas y sociales en el Río de Janeiro del principio del siglo XX. Se destacan la lucha por la emancipación femenina y de las personas de ascendencia africana, después del fin de la esclavitud y nacimiento de la república en Brasil, el cotidiano de las familias aristocráticas, el nacimiento del samba y de los cultos y luchas afro-brasileñas, la llegada del fútbol y el inicio de las favelas en Brasil.

### Primera fase
Hija de Alfonso (Milton Gonçalves), un antiguo esclavo, Isabel ha estado trabajando desde los 14 años como sirvienta de una dama francesa, Madame Besançon (Beatriz Segall) y quiere más de la vida. Habla con fluidez francés, posee una singular habilidad para bailar y sigue de cerca el nacimiento del samba en Río de Janeiro. Novia de José María, está completamente enamorada del misterioso barbero y luchador de capoeira.
Profesora, amante de las artes y los libros, Laura desea elegir con quién casarse y trabajar fuera de casa, dos cosas nunca aceptadas por su madre, la baronesa Constancia (Patrícia Pillar). 
En el día de sus matrimonios, Laura e Isabel se reúnen por primera vez en la sacristía de la iglesia. Pero mientras Isabel sufre por el retraso del hombre al que ama, Laura, consciente de las limitaciones que el matrimonio puede llevar a una mujer con aspiraciones profesionales, espera que su novio, que regresa de Portugal, renuncie a la boda. Sin embargo, es José María quien no aparece e Isabel cree que fue abandonada en el altar y se convierte en el objeto de deseo de Albertinho (Rafael Cardoso), hermano de Laura.
La joven profesora, por su parte, acaba casándose con Edgar, quien tampoco está muy entusiasmado en cumplir con un compromiso contraído en la adolescencia y una boda bajo presión de ambas familias. Sin embargo con el tiempo Edgar y Laura se dan cuenta de que comparten muchas afinidades y se enamoran. Su relación, sin embargo, tiene una gran conmoción cuando ella descubre que mientras estudiaba Derecho en Portugal, Edgar tuvo un romance con Catarina Ribeiro (Alessandra Negrini), una famosa cantante de ópera. Catarina termina embarazada de Melissa (Elliz David) y después de algún tiempo se pone en contacto con Edgar lista para reconquistarlo y hacerle asumir la paternidad de la niña.
Isabel es seducida por Albertinho, se queda embarazada y se convierte en víctima del rechazo de la sociedad y de la decepción de su novio José María, quien no asiste a la boda tras ser arrestado secretamente en el día de la caída de viviendas pobres de Río de Janeiro, el Bota Abaixo (Pone Abajo).
Desde el día en que se conocieron, Isabel y Laura desarrollan una sólida amistad que despierta el odio de Constancia. Mientras una lleva el estigma de una mujer soltera deshonrada y decide probar la vida como bailarina en París, la otra - sintiéndose abandonada después de sufrir un aborto involuntario sin noticias del marido, mientras Edgar asistía a su supuesta hija en otro país, y cansada de la postura de su esposo y de las trampas de Catarina - escandaliza su entorno a divorciarse y se va a trabajar a un pequeño pueblo.

### Segunda fase
A su regreso a la capital del país, seis años más tarde, Laura se esfuerza por ser aceptada como profesora y periodista, a pesar de ser mujer y de su estado civil rechazado por la sociedad, mientras Isabel trata de ser respetada como la nueva dueña del Teatro Alheira, aunque señalada como una bailarina indecente por la prensa brasileña. Cuando se reúnen, las dos luchan juntas contra los prejuicios mientras reviven sus amores con Edgar y José María y enfrentan el machismo de la época.
Aunque idealista y aparentemente más moderno que los hombres de su tiempo, el instinto súper-protector de Edgar lo lleva a buscar interferir en las decisiones profesionales y personales de Laura. José María, por su lado, aunque un héroe para los negros y oprimidos, tiene dificultad de aceptar las actividades artísticas y la independencia financiera de Isabel.
Sin embargo, mientras que Isabel y José María divulgan la cultura africana a través de su arte y lucha (la samba y la capoeira), Laura y Edgar promueven la igualdad sexual y racial a través de sus artículos periodísticos.
Además del sexismo y los prejuicios, las dos jóvenes amigas tienen que enfrentarse también a la persecución de la tradicional e hipócrita Constancia, que además de robar y ocultar al nieto ilegítimo, hijo de Isabel y Albertinho, ha repudiado públicamente a Laura, la hija divorciada. Al mismo tiempo, ellas son blanco de la envidia de Catalina y Berenice (Sheron Menezzes), sus antiguas rivales en el amor.
Juntas fundan una escuela en una comunidad pobre, con el apoyo de Edgar, y establecen una forma de educación revolucionaria para la época, que reúne en las mismas clases niños y niñas y excluye el castigo físico.
El descubrimiento de que el hijo de Isabel está vivo y fue ocultado por Constância, desestabiliza la amistad de las protagonistas. Pero acaban superando los conflictos entre ellas, mientras que Isabel logra ver a José María se adaptar a su forma de vida y maternidad ilegítima, y Laura encuentra en el periodismo más una afinidad con Edgar, al mismo tiempo que él descubre la personalidad negativa de Catarina y la posibilidad de no ser el padre de Melissa.
Aunque reconciliadas com sus amores, la escena final fue centrada en las dos protagonistas (no en las parejas), con la frase: Heroínas... Laura e Isabel celebram a amizade, e a vida que segue, lado a lado (En español: Heroínas... Laura y Isabel celebran la amistad, y la vida que sigue, lado a lado).

## Reparto
| Actor               | Personaje                                                   |
| ------------------- | ----------------------------------------------------------- |
| Marjorie Estiano    | Laura Assunción (seudónimo periodístico: Paulo Lima)        |
| Camila Pitanga      | Isabel Nascimento (Nombre artístico: Isabel, la Brésiliene) |
| Lázaro Ramos        | José María dos Santos (seudónimo de lucha: Zé Navalha)      |
| Thiago Fragoso      | Edgar Vera (seudónimo periodístico: Antonio Ferreira)       |
| Patrícia Pillar     | Constanza Assunción (Baronesa da Boa Vista)                 |
| Rafael Cardoso      | Albertito Assunción                                         |
| Werner Schünemann   | Dr. Alberto Assunción                                       |
| Alessandra Negrini  | Catalina Ribeiro                                            |
| Sheron Menezzes     | Berenice                                                    |
| Maria Padilha       | Diva Celeste                                                |
| Milton Gonçalves    | Seu Alfonso                                                 |
| Isabela Garcia      | Celina Camargo                                              |
| Tuca Andrada        | Federico Martins                                            |
| Maria Clara Gueiros | Neusita (Nombre artístico: Jaqueline Duvivier)              |
| Caio Blat           | Fernando Vera                                               |
| Cássio Gabus Mendes | Bonifácio Vera                                              |
| Bia Seidl           | Margarita Vera                                              |
| Paulo Betti         | Mário Cavalcante                                            |
| Klebber Toledo      | Umberto                                                     |
| Daniel Dalcin       | Teodoro                                                     |
| Emílio de Mello     | Caio Guerra                                                 |
| Christiana Guinle   | Carlota Passos                                              |
| André Arteche       | Luciano                                                     |
| Zezeh Barbosa       | Jurema                                                      |
| Marcello Melo       | Cenceño                                                     |
| Claudio Tovar       | Padre Olegário                                              |
| Susana Ribeiro      | Teresa Praxedes                                             |
| Guilherme Piva      | Delegado Praxedes                                           |
| Débora Duarte       | Eulália Praxedes                                            |
| Priscila Sol        | Sandra Praxedes                                             |
| Álamo Facó          | Quequé                                                      |
| George Sauma        | Jonas                                                       |
| Rui Ricardo Dias    | Percival                                                    |
| Tião D'Ávila        | Isidoro                                                     |
| Juliane Araújo      | Alicia Passos                                               |
| Romis Ferreira      | Luiz Neto                                                   |
| Laís Vieira         | Etelvina                                                    |
| Jurema Reis         | Gilda                                                       |
| Beatriz Segall      | Madame Bensançon                                            |
| Maria Eduarda       | Eliete                                                      |

## Emisión
| País                      | Título       | Emisora                   | Ref           |
| ------------------------- | ------------ | ------------------------- | ------------- |
| Bandera de Brasil         | Lado a Lado  | Rede Globo                | [ 19 ]        |
| Bandera de Portugal       | Lado a Lado  | Globo Portugal y SIC      | [ 23 ]        |
| Bandera de Armenia        | Կողք կողքի   | Armenia 1                 | [ 24 ]        |
| Bandera de Estados Unidos | Lado a Lado  | MundoFox                  | [ 25 ]        |
| Bandera de Puerto Rico    | Lado a Lado  | MundoFox                  | [ 25 ]        |
| Bandera de El Salvador    | Lado a Lado  | TCS Canal 4               | [ 26 ]        |
| Bandera de Chile          | Lado a Lado  | Canal 13                  | [ 27 ]        |
| Bandera de Costa Rica     | Lado a Lado  | Teletica                  | [ 28 ]        |
| Bandera de Canadá         | Lado a Lado  | OMNI                      | [ 29 ]        |
| Bandera de Mozambique     | Lado a Lado  | STV                       | [ 30 ]        |
| Bandera de Venezuela      | Lado a Lado  | TVes                      | [ 31 ]        |
| Bandera de Argentina      | Lado a Lado  | Telefe y Canal 9 Televida | [ 32 ] [ 33 ] |
| Bandera de Nicaragua      | Lado a Lado  | Canal 4                   | [ 34 ]        |
| Bandera de Tanzania       | Lado a Lado  | Maisha Magic East         | [ 35 ]        |
| Bandera de Uganda         | Lado a Lado  | Maisha Magic East         |               |
| Bandera de Kenia          | Lado a Lado  | Maisha Magic East         |               |
| Bandera de Corea del Sur  |              | Telenovela                | [ 36 ]        |
| Bandera de Paraguay       | Lado a Lado  | SNT                       | [ 37 ]        |
| Bandera de Uruguay        | Lado a Lado  | Teledoce                  | [ 38 ]        |
| Bandera de Panamá         | Lado a Lado  | Telemix Internacional     | [ 39 ]        |
| Bandera de Croacia        | Rame uz rame | HRT 1                     | [ 40 ]        |
| Bandera de Cuba           | Lado a Lado  | Cubavisión                |               |
| (2019)                    | Lado a Lado  | Atreseries Internacional  |               |

## Repercusión
Lado a Lado tuvo gran repercusión entre los académicos, medios de comunicación y en las redes sociales, especialmente en temas como:
- Los debates sobre el machismo, la emancipación femenina y libertad sexual de la mujer, retratados en la novela desde la perspectiva de las heroínas, Laura (Marjorie Estiano) e Isabel (Camila Pitanga).[41][42][43]

- El divorcio de Laura y Edgar (Thiago Fragoso) en principios del siglo XX.[44][45][46][47][48]

- La difícil situación de los hijos ilegítimos, representada por las relaciones ocasionales de Isabel y Albertinho (Rafael Cardoso), Edgar y Catarina (Alessandra Negrini) y otros.[49][50]

- Los perjuicios sufridos por las mujeres divorciadas que vivían fuera de casa y querían trabajar (como Laura), así como los dramas de las mujeres que han tenido hijos fuera del matrimonio (como Isabel) y la inclusión social y cultural de las clases bajas y de origen africana - como José María (Lázaro Ramos) e Isabel - después del final la esclavitud y de la monarquía.[51][52]

- La escena en que Laura sufre un intento de violación de su empleador, el senador Laranjeiras (Dudu Sandroni), el 10 de enero de 2013.[53][54][55]

- La libertad religiosa y la inclusión de la cultura afro-brasileña (Candomblé, Samba y Capoeira), representadas por Tia Jurema (Zezé Barbosa), José María e Isabel.[56][57][58][59]

- El episodio en que Laura fue ingresada en un sanatorio por su madre, a ser una mujer confrontadora e intellectual.[60][61][62][63]

- El "Movimiento Laured" (unión de las abreviaturas de los nombres de Laura y Edgar[64]) en referencia a la popular pareja romántica.[65][66][67][68][69][70][71]

- La hegemonía de la pareja Laura y Edgar en las encuestas sobre la novela, con 85% de preferencia para las escenas románticas de los dos, de seis parejas en competencia,[72] y 47% para escenas del par romántico, de ocho escenas en competencia.,[73] además de la elección de los actores como muso y musa de Lado a Lado.[74]

- El origen del fútbol en Brasil por la elite y la exclusión de las clases más bajas.[75][76][77]

- El episodio que Isabel golpeó a Constancia (Patrícia Pillar) - el 16 de enero de 2013 - al descubrir que su hijo estaba vivo.[78]

- El destaque a las actuaciones de Marjorie Estiano y Patrícia Pillar entre los expertos de televisión.[79][80][81][82][83][84][85][86][87]

- La publicación del libro Laura - una historia alternativa de la joven feminista, por la Biblioteca 24 horas - debido el éxito del personaje de la novela.[88][89]

- El debate de cosas vistas en la novela en las clases, por su capacidad para hacer frente a la historia de Brasil, las críticas positivas a la trama, el elenco, la fotografía y las historias.[90][91]

- La telenovela fue muy elogiada por el reconocido escritor Ariano Suassuna.[92]

- La transmisión del último capítulo en el Día Internacional de la Mujer, también día del cumpleaños de la actriz Marjorie Estiano, la heroína feminista Laura en la historia.[93][94][95]

- Curiosamente, la novela también ganó los Premios Emmy en el Día Internacional contra la Violencia a la Mujer, el 25 de noviembre de 2013.[96][97]

## Premios y nominaciones
| Año  | Premio                           | Categoría                | Nominación                                          | Resultado | Ref             |
| ---- | -------------------------------- | ------------------------ | --------------------------------------------------- | --------- | --------------- |
| 2012 | Premio Quem de Televisão         | Mejor Actor              | Thiago Fragoso                                      | Nominada  | [ 98 ]          |
| 2012 | Premio Noveleiros                | Mejor Novela             | Lado a Lado                                         | Nominada  |                 |
| 2012 | Premio Noveleiros                | Mejor Actriz             | Patrícia Pillar                                     | Nominada  |                 |
| 2012 | Premio Noveleiros                | Mejor Pareja de Novela   | Edgar (Thiago Fragoso) e Laura (Marjorie Estiano)   | Ganadora  |                 |
| 2012 | Premio Noveleiros                | Mayor Envidioso(a)       | Berenice (Sheron Menezes)                           | Ganadora  |                 |
| 2012 | Premio Noveleiros                | Mayor Envidioso(a)       | Fernando (Caio Blat)                                | Nominada  |                 |
| 2012 | Premio Noveleiros                | Mejor villana            | Constância (Patrícia Pillar)                        | Nominada  |                 |
| 2012 | Premio Noveleiros                | Mejor villana            | Catarina (Alessandra Negrini)                       | Nominada  |                 |
| 2012 | Mejores del año - CPG            | Mejor Vestuario          | Beth Filipecki                                      | Ganadora  | [ 100 ]         |
| 2012 | Mejores del año - CPG            | Mejor Escenografía       | Fabio Rangel                                        | Ganadora  | [ 101 ]         |
| 2012 | Mejores de TV Press              | Mejor Fotografía         | Walter Carvalho                                     | Ganadora  | [ 102 ]         |
| 2012 | Mejores de TV Press              | Mejor Autor              | João Ximenes Braga e Cláudia Lage                   | Ganadora  | [ 102 ]         |
| 2013 | Premio Camélia de Ouro (CEAP)    | Vehículo de comunicación | João Ximenes Braga e Cláudia Lage                   | Ganadora  | [ 103 ]         |
| 2013 | Premio Contigo! de TV            | Mejor Novela             | João Ximenes Braga e Cláudia Lage                   | Nominada  | [ 104 ]         |
| 2013 | Premio Contigo! de TV            | Mejor Actor de Novela    | Thiago Fragoso                                      | Nominada  | [ 104 ]         |
| 2013 | Premio Contigo! de TV            | Mejor Actriz de Novela   | Marjorie Estiano                                    | Nominada  | [ 104 ]         |
| 2013 | Premio Contigo! de TV            | Mejor Actor Infantil     | Cauê Campos                                         | Nominada  | [ 104 ]         |
| 2013 | Premio Contigo! de TV            | Mejor Autor de Novela    | Claudia Lage e João Ximenes Braga                   | Nominada  | [ 104 ]         |
| 2013 | Premio Contigo! de TV            | Mejor Director de Novela | Denis Carvalho e Vinícius Coimbra                   | Nominada  | [ 104 ]         |
| 2013 | Retrospectiva UOL                | Mejor Novela             | Lado a Lado                                         | Nominada  |                 |
| 2013 | Retrospectiva UOL                | Mejor Actriz             | Marjorie Estiano                                    | Nominada  |                 |
| 2013 | Retrospectiva UOL                | Mejor Actriz             | Patrícia Pillar                                     | Nominada  |                 |
| 2013 | Retrospectiva UOL                | Mejor Actor              | Lázaro Ramos                                        | Nominada  |                 |
| 2013 | Retrospectiva UOL                | Melhor Villana           | Constância (Patrícia Pillar)                        | Nominada  |                 |
| 2013 | Retrospectiva UOL                | Mejor Pareja de Novela   | Isabel (Camila Pitanga) e José María (Lázaro Ramos) | Nominada  |                 |
| 2013 | Melhores do Ano de Teledossiê    | Mejor Novela             | Lado a Lado                                         | Nominada  |                 |
| 2013 | Melhores do Ano de Teledossiê    | Mejor Actriz             | Marjorie Estiano                                    | Nominada  |                 |
| 2013 | Melhores do Ano de Teledossiê    | Mejor Actriz             | Patrícia Pillar                                     | Nominada  |                 |
| 2013 | Melhores do Ano de Teledossiê    | Mejor Actor              | Thiago Fragoso                                      | Nominada  |                 |
| 2013 | Melhores do Ano de Teledossiê    | Mejor Actriz de Reparto  | Isabela García                                      | Nominada  |                 |
| 2013 | Melhores do Ano de Teledossiê    | Mejor Actor de Reparto   | Caio Blat                                           | Nominada  |                 |
| 2013 | Melhores do Ano de Teledossiê    | Mejor Actor Infantil     | Cauê Campos                                         | Ganadora  |                 |
| 2013 | Premio Extra de Televisão        | Mejor Novela             | Lado a Lado                                         | Nominada  | [ 108 ]         |
| 2013 | Premio Extra de Televisão        | Mejor Actor de Novela    | Thiago Fragoso                                      | Nominada  | [ 108 ]         |
| 2013 | Premio Extra de Televisão        | Mejor Actor de Novela    | Lázaro Ramos                                        | Nominada  | [ 108 ]         |
| 2013 | Premio Extra de Televisão        | Mejor Actriz de Reparto  | Patrícia Pillar                                     | Nominada  | [ 108 ]         |
| 2013 | Premio Extra de Televisão        | Mejor Vestuario          | Beth Filipecki                                      | Ganadora  | [ 108 ] [ 109 ] |
| 2013 | Premio Extra de Televisão        | Melhor Maquillaje        | Lado a Lado                                         | Nominada  | [ 108 ]         |
| 2013 | Troféu APCA                      | Mejor Actor              | Lázaro Ramos                                        | Nominada  | [ 110 ]         |
| 2013 | Trofeo Raça Negra                | Mejor Actriz             | Zezé Barbosa                                        | Ganadora  | [ 111 ]         |
| 2013 | Trans Brasil TV                  | Mejor Actriz             | Marjorie Estiano                                    | Nominada  | [ 112 ]         |
| 2013 | Mejores del año de Diário Gaúcho | Mejor Novela             | Claudia Lage e João Ximenes Braga                   | Ganadora  | [ 113 ]         |
| 2013 | Mejores del año de Diário Gaúcho | Mejor Actor de Novela    | Thiago Fragoso                                      | Nominada  |                 |
| 2013 | Mejores del año de Diário Gaúcho | Mejor Actor de Novela    | Lázaro Ramos                                        | Nominada  |                 |
| 2013 | Emmy Internacional               | Mejor Telenovela         | Claudia Lage e João Ximenes Braga                   | Ganadora  | [ 114 ]         |

### Otros Reconocimientos
- 2012: Mejor escena romántica de telenovelas del año, para Laura (Marjorie Estiano) y Edgar (Thiago Fragoso), según los votantes del Video Show.[115]
- 2012: Mejor Pareja Romántica del año, para Laura y Edgar, según el editor de la revista Minha Novela.[116][117]
- 2013: Mejor escena de petición de mano de novelas, para Laura y Edgar, según la preferencia de los votantes de Video Show.[118]
- 2014: Protagonista de maquillaje más hermosa de la televisión, para Laura de Lado a Lado, con 31% de los votos de Video Show, entre ocho protagonistas en competencia.[119][120]